# Lithurgus ogasawarensis
Lithurgus ogasawarensis là một loài Hymenoptera trong họ Megachilidae. Loài này được Yasumatsu mô tả khoa học năm 1955.